# 沙利文縣 (紐約州)
沙利文縣（英語：Sullivan County）是美国纽约州東南部的一個縣，西南鄰宾夕法尼亚州，面積2,582平方公里。根據2020年美國人口普查，共有人口78,624人。縣治蒙蒂塞洛。該縣成立於1809年，縣名紀念美國獨立戰爭英雄约翰·沙利文少将。
著名的胡士托音樂節在本縣舉行。